# Porta dos Fundos
Porta dos Fundos (буквально «задні двері») — комік-трупа, виробник комедійних відео, що транслюються в Інтернеті. Станом на 2020 р. їхній канал є шостим за відвідуваністю бразильським каналом на YouTube. До першого складу трупи входили: Антоніо Табет, Кларіс Фалькон, Фабіо Поршат, Грегорі Дювів'є, Габріель Тоторо, Жоан Вісенте де Кастро, Джулія Рабеллу, Летиція Ліма, Луїс Лобіанко, Маркос Верас, Маркус Мажелла і Рафаель Інфанта.

## Історія
В кінці 2011 року Фабіо Поршат і Ян СБФ (pt: Ian SBF), засновники каналу YouTube Anões em Chamas, і Антоніу Табет, творець гумористичного вебсайту Kibe Loco, вирішили створити партнерство, щоб запустити канал з гумористичними сценками на теми, неприпустимі на консервативному бразильському телебаченні. Вони запросили приєднатися до проекту Грегоріо Дювів'є, який також був сценаристом і був незадоволений телевізійними обмеженнями, і Жоана Вісенте де Кастро, публіциста, який сформував комерційну концепцію проекту. У березні 2012 року п'ять друзів офіційно зареєструвалися під назвою Porta dos Fundos, а перша робота була випущена 6 серпня 2012 року. За 6 місяців був досягнутий рубіж в 30 мільйонів переглядів на відеосайті YouTube. Велика частина аудиторії каналу має вік від 20 до 45 років.
Porta dos Fundos став найбільшим бразильським каналом на YouTube в квітні 2013 року, і лише в жовтні 2016 р його обігнав канал Whindersson Nunes. У листопаді 2015 роки команда Porta dos Fundos отримала Diamond Play, престижну нагороду, яку YouTube присуджує творцям контенту, що досяг порогу в 10 мільйонів передплатників. Нагорода була вручена команді під час заходу під назвою Youtube FanFest, вперше проведеного в тому році в Бразилії. У світовому масштабі, даний канал станом на жовтень 2016 був 6-м серед комедійних каналів за кількістю передплатників і 35-м за кількістю передплатників в цілому. 8 листопада 2015 роки команда Porta dos Fundos відзначили рекорд в 2 мільярди переглядів всіх відео, опублікованих на Youtube, причому відео під назвою Na Lata зібрало 20 мільйонів переглядів.
Попри свій успіх, учасники заявили в 2012 році, що не думають про перехід на телебачення. У 2014 році група підписала контракт з кабельною телевізійною станцією FOX Brasil на створення ряду серіалів. У 2015 році Ancine (Національне державне агентство з питань кінематографії) виділив 7,3 млн реалів на перший фільм Porta dos Fundos, випущений в кінотеатрах в 2016 році. У квітні 2017 року медіа-конгломерат Viacom оголосив про покупку контрольного пакету акцій компанії Porta dos Fundos. Деталі переговорів, включаючи значення і відсоток контролю, які не були офіційно розкриті, але згідно з деякими розкриття Viacom придбала б 51 % контролю виробника при вартості близько 60 мільйонів реалів. На наступний день після заяви виробник випустив відео, яке висміювало продаж Viacom.

## Критика і скандали
У роликах часто використовуються жарти на політичні та релігійні теми, які були неприпустимими на бразильському телебаченні навіть до приходу до влади консервативного президента Жаїра Болсонару.
Популярність придбав епізод Fast Food, який висміював обслуговування в мережі ресторанів Сполето. Дивно, але мережа швидкого харчування почала використовувати «вірусний епізод» як власну рекламу: відео було перейменовано в Spoleto і була найнята команда для виробництва ще 2 рекламних роликів для ресторану. 22 червня 2014 року доступ до аккаунту YouTube досяг 1 мільярда переглядів. Програма також отримала визнання критиків, ставши першим онлайн-каналом, який отримав нагороду APCA (Асоціація мистецтвознавців Сан-Паулу) в категорії комедійної програми.
В кінці 2013 року канал випустив відео під назвою « Christmas Special», в результаті якого виникли серйозні розбіжності з християнськими і ісламськими групами, які стверджують, що зміст ролика ображає релігійні цінності і просуває релігійну нетерпимість. Відео показує, що між Дівою Марією і Богом були сексуальні стосунки (що призвело до її вагітності та народження Ісуса), показує спроби Ісуса «домовитися» з солдатами, які прибили його до хреста, і т. д.
Поряд з більш ніж 10 мільйонами переглядів і 208 000 відмітками «сподобалося», відео в той же час має майже 100 000 відміток «не сподобалося» на YouTube, що робить його одним з найбільш суперечливих матеріалів на сайті Youtube. Спірний епізод викликав сильну критику з боку релігійних груп, які проводять постійні кампанії проти Porta dos Fundos. Директор Porta dos Fundo Ян СБФ заявив, що не мав наміру нападати на християн, а відео переслідувало суто розважальні цілі.
Лютневе відео 2014 року «Dura» зазнало критики за явну схожість з іншим гумористичним фільмом, опублікованим на YouTube в 2006 році. Водночас Фабіо Поршат стверджував, що, незважаючи на схожість, мова йшла про простий збіг.
Також в липні 2014 року користувачі Інтернету звинуватили групу в плагіаті сюжету мультфільму в останньому випуску «Suspeito». Зображений діалог дуже схожий на епізод з мультфільму «Дивовижний світ Гамбола». До теперішнього часу питання про плагіат є предметом суперечок.
У лютому 2016 року канал зобразив Ісуса Христа як людину, виборчу в своїй любові, яка знаходить більшість людей нудними і брехливими, і при цьому не любить прихильників кандидата в президенти Болсонару. Критики залишили багато негативних оцінок на відео — їхнє число досягло 92000
У березні 2017 року відео під назвою «Ліва туніка»  [Архівовано 7 травня 2017 у Wayback Machine.], зобразило Ісуса як прихильника політичних лівих . Критики дорікали авторам за цитату з Євангелія від Матвія 19:24, де говориться про те, що простіше верблюду пройти через вушко голки, ніж багатієві потрапити в рай; деякі критики називали авторів «комуністами» і пропонували забратися на Кубу .
У червні 2017 року Porta dos Fundos випустили відео під назвою «Католицькі небеса», де вони стверджували, зокрема, що Гітлер за свою католицьку віру заслужив місце на небесах . Кількість відміток «Мені не сподобалося» на YouTube перевищує 97 000. Крім того, проти відео був поданий позов від католицької асоціації.

### Напад на студію
Рано вранці 24 грудня 2019 року в штаб-квартиру продюсера гумористичної програми Porta dos Fundo кинули два «коктейля Молотова». Інцидент був пов'язаний з фільмом «Перша спокуса Христа», опублікованим на платформі Netflix, де Грегоріо Дювів'є зобразив Ісуса Христа з натяками на його гомо-емоційні стосунки з Орландо-Люцифером (Фабіо Поршат). Вигадана група Commando de Insurgência Popular Nacionalista da Família Integralista Brasileira взяла на себе відповідальність за напад. 31 грудня 2019 року поліція виявила одного з винних в інциденті, Едуардо Фаузі Річарда Серкуіза, який утік до Росії 29 грудня 2019 року ; 8 січня 2020 року його ім'я було включено до червоного списку Інтерполу за запитом суду Ріо-де-Жанейро.